# Deutsche Schwimmmeisterschaften 1971
Die 83. Deutschen Meisterschaften im Schwimmen fanden 1971 in Wattenscheid statt.
| Disziplin           | Männer              | Männer | Männer | Frauen             | Frauen                  | Frauen |
| Disziplin           | Name                | Verein | Zeit   | Name               | Verein                  | Zeit   |
| ------------------- | ------------------- | ------ | ------ | ------------------ | ----------------------- | ------ |
| 100 m Freistil      | Gerhard Schiller    |        |        | Heidemarie Reineck |                         |        |
| 200 m Freistil      | Werner Lampe        |        |        | Uta Schütz         |                         |        |
| 400 m Freistil      | Werner Lampe        |        |        | Uta Schütz         |                         |        |
| 1500 m Freistil     | Werner Lampe        |        |        |                    |                         |        |
| 100 m Brust         | Walter Kusch        |        |        | Vreni Eberle       |                         |        |
| 200 m Brust         | Walter Kusch        |        |        | Vreni Eberle       |                         |        |
| 100 m Rücken        | Ralf Beckmann       |        |        | Silke Pielen       | Waspo Nordhorn          |        |
| 200 m Rücken        | Norbert Verweyen    |        |        | Angelika Kraus     | Wasserfreunde Wuppertal |        |
| 100 m Schmetterling | Lutz Stoklasa       |        |        | Heike Nagel        |                         |        |
| 200 m Schmetterling | Walter Mack         |        |        | Heike Nagel        |                         |        |
| 200 m Lagen         | Klaus-Uwe Becker    |        |        | Helga Mack         |                         |        |
| 400 m Lagen         | Wolfgang Hillemeyer |        |        | Helga Mack         |                         |        |